# Coryphaenoides filicauda
Coryphaenoides filicauda és una espècie de peix de la família dels macrúrids i de l'ordre dels gadiformes.

## Morfologia
- Els mascles poden assolir 40 cm de llargària total.[5]

## Hàbitat
És un peix d'aigües profundes que viu entre 2500-5000 m de fondària.

## Distribució geogràfica
Es troba a l'Argentina, Austràlia, Nova Zelanda i l'oceà Antàrtic.